# Mercenary for Justice
Mercenary for Justice (Brasil: O Mercenário / Portugal: Mercenário) é um filme de 2006 estrelado por Steven Seagal. As cenas principais do filme foram filmadas na África do Sul.

## Sinopse
John Seeger (Steven Seagal) é um mercenário famoso por nunca decepcionar quem o contrata. Ele e seus parceiros estão cumprindo missão em uma ilha da África Meridional controlada pelo governo Francês. O grupo tenta resgatar o embaixador francês com vida pois a região está passando por um golpe de Estado. Porém, John fica furioso quando alguns de seus soldados atiram na direção do embaixador e sua família, matam seu melhor amigo Radio Jones (Zaa Nkweta) e arruínam a missão. John volta para os Estados Unidos, onde promete cuidar de Shondra (Faye Peters), viúva de Radio, e de seu filho Eddie (Tumi Mogoje). Pouco tempo depois de fazer seu voto, Shondra e Eddie são sequestrados por uma facção da CIA comandada pelos inescrupulosos John Dresham (Luke Goss) e Anthony Chapel (Roger Guenveur Smith) que desejam forçar John a fazer um serviço sujo. Para recuperar os reféns ele terá de ir até a prisão mais vigiada do leste europeu e libertar o filho de um poderoso narcotraficante.

## Elenco
- Steven Seagal....John Seeger
- Jacqueline Lord....Maxine Barnol
- Roger Guenveur Smith....Chapel
- Luke Goss....Dresham
- Adrian Galley....Bulldog
- Michael Kenneth Williams....Samuel
- Langley Kirkwood....Kreuger
- Jeannie de Gouveia... Assistente do banco